# Tiohörning
En tiohörning eller dekagon är en polygon med tio hörn. En liksidig och likvinklig tiohörning kallas för en regelbunden tiohörning. Vinkelsumman i en tiohörning är 1440°.

En regelbunden tiohörning.

## Regelbundna tiohörningar
I en regelbunden tiohörning är alla sidor lika långa och alla inre vinklar lika stora (och alltså 144°). Den har en area A given av
{\displaystyle A={\frac {5}{2}}a^{2}\cot {\frac {\pi }{10}}={\frac {5a^{2}}{2}}{\sqrt {5+2{\sqrt {5}}}}\approx 7,694208843a^{2}}
där a är sidlängden.
Regelbundna tiohörningar är konstruerbara med passare och rätskiva. Nedanstående animation visar hur det kan göras:
| Konstruktion av en regelbunden tiohörning. |